# Танталат лития
Тантала́т ли́тия — неорганическое соединение,
соль лития и танталовой кислоты с формулой LiTaO3,
бесцветные кристаллы,
не растворяется в воде.

## Получение
- Реакция карбоната лития и оксида тантала:

{\displaystyle {\mathsf {Li_{2}CO_{3}+Ta_{2}O_{5}\ {\xrightarrow {1150-1200^{o}C}}\ 2LiTaO_{3}+CO_{2}}}}

## Физические свойства
Танталат лития образует бесцветные кристаллы тригональной сингонии, пространственная группа R 3c, параметры ячейки a = 0,5154 нм, c = 1,3781 нм, Z = 6.
Не растворяется в воде.
Является сегнетоэлектриком с температурой Кюри ≈660°С.

## Применение
- Используется в электронно-оптических модуляторах, пироэлектрических детекторах, пьезоэлектрических преобразователях.